# Аким (притока Лоте)
Аким или Ака (рус. Акким; фин. Akkajoki) руска је река која протиче преко северозападних делова Мурманске области, односно преко територије Печенгшког рејона. Лева је притока реке Лоте у коју се улива на њеном 61. километру, те део басена реке Туломе и Баренцовог мора. Тече у смеру север-југ.
Дужина водотока је 73 km, а укупна површина сливног подручја око 1.670 km². Најважније притоке су Куањјоки, Валаш и Мали Аким.